# 한미 경제 조정 협정
한미 경제 조정 협정(韓美經濟調整協定, Agreement on Economic Coordination between the Republic of Korea and the United States of America)은 1952년 5월 24일 당시 대한민국의 재무부 장관이었던 백두진과 미국의 특사로 파견된 C.E. 마이어가 부산에서 체결한 대한민국과 미국간 경제조정에 관한 협정을 말한다. 미국의 특사였던 C.E. 마이어의 이름을 따서 마이어 협정이라고도 하며, 정식 명칭은 대한민국 정부와 통일사령부간의 경제조정에 관한 협정이다.
이 협정의 목적은 한국 전쟁으로 인해 발생한 대한민국 국민의 경제문제를 조정하는 데에 그 목적이 있었다.